# Antonio Crivelli
Antonio Crivelli, né à Milan le 2 février 1783 et mort dans cette même ville le 18 août 1829, est un physicien italien.

## Biographie
Né à Milan le 2 février 1783, d'une famille originaire de Fagnano Olona, y fit ses premières études, et dès lors se distingua par son application et ses talents. Ayant obtenu à l'université de Pavie le diplôme d'ingénieur, il fut nommé professeur de physique au lycée de Raguse ; mais, empêché par les événements politiques de se rendre à son poste, il obtint la même place à celui de Milan, et peu après à celui de Trente. Dans cette dernière ville, il fut admis comme officier au corps du génie, et en 1810, il fut nommé ingénieur-adjoint au conseil des mines du département du Haut-Adige. Pendant son séjour à Trente il fit des expériences sur la pondre fulminante, et fut le premier qui s'en servit pour les armes à feu, en ayant fait d'heureuses expériences avec les canons des remparts de cette ville. Après la restauration, le conseil de régence des provinces lombardes le nomma professeur de mathématiques à Bergame, d'ou il fut appelé à Milan pour remplacer le professeur Ruccagni qui avait été admis à la retraite. En 1817 Crivelli obtint du gouvernement autrichien la permission de faire un voyage en Perse ; mais, ce royaume étant alors en guerre avec la Russie, il ne put accomplir son projet, et il voyagea dans la Crimée, se rendit à Constantinople, et parcourut toute la Grèce. Il réussit à importer en Europe l'art de fabriquer les lames de sabre à la façon de Damas. Lui-même se mit à diriger cette fabrication ; et ses essais, couronnés d'un brillant succès, lui valurent la médaille d'or décernée par l'Institut de Milan. Plus tard, une commission de la chambre de la cour de Vienne, après des expériences suivies, prononça que les lames de sabre à la façon de Damas, fabriquées par Crivelli, étaient les meilleures qui fussent connues. L'empereur d'Autriche François Ier lui fit présent d'une tabatière avec son chiffre en brillants, et lui conféra en 1824 la médaille d'or du mérite civique. Encouragé par ces bienfaits, Crivelli se livra à de plus grandes expériences. Il tenta la fusion de l'acier, et fit à cet effet construire un four à ses dépens. Les résultats de ses opérations furent si heureux qu'on put espérer que l'acier d’Italie, particulièrement celui des mines de Lecco, rivaliserait avec les aciers les plus fins d'Angleterre. Il fit en même temps des expériences sur le gaz, étudia le phénomène de la compressibilité de l'air atmosphérique, et inventa ne lampe hydro-barométro-statique. Il s'appliqua aussi à la fabrication des miroirs ardents, se décida à leur donner une forme conique, préférablement à toute autre, et les épreuves qui en furent faites devant le vice-roi d'Italie réussirent parfaitement. Crivelli tenta enfin d'imiter la préparation des momies à l'égyptienne. Doué d'une capacité rare, ses observations étaient toujours justes et profondes ; cultivant les sciences avec passion, il n'épargnait ni le travail ni les dépenses pour arriver à l'accomplissement de ses projets. Ses travaux furent récompensés par la médaille d'argent que l'Institut de Milan lui accorda plusieurs fois, et il fut lui-même un des membres de la commission des récompenses. Il écrivit quelques Mémoires scientifiques : sa méthode était facile, et ses pensées bien exprimées. Il mourut le 18 août 1829, âgé de 46 ans, après quinze mois d'une maladie produite par l'excès de travail.

## Œuvres
- Nouvel appareil pour obtenir une plus grande et plus utile combustion du gaz hydrogène par sa combinaison avec l'oxygène, Milan, 1818, in-8° ;
- L'art de fabriquer les lames de sabre de Damas, Milan, 1818, in-4° ;
- Du défaut de sûreté des serrures combinées, Milan, 1821 ;
- Description d'une nouvelle serrure sûre par sa construction sans combinaison, Milan, 1821 ;
- Description d'une lampe hydro-barométro-statique, Milan, 1827, in-8°, avec planches.